# Индекс автомобильных номеров Армении
Автомобильные номера Армении — номерные знаки, предназначенные для регистрации легковых и грузовых автомобилей, автобусов, прицепов и мотоциклов на территории Армении.

## Современные автомобильные номера (с 2014 года)
Комбинации на стандартных номерных знаках строятся по принципу — 2 цифры, 2 буквы, 3 цифры. Первые две цифры означают серию регионального номерного знака, для использования на знаках разрешены этих букв латиницы — A, B, C, D, E, F, G, H, I, J, K, L, M, N, Օ, P, Q, R, Տ, T, Ս, V, W, X, Y, Z. В левой части номерного знака имеется секция, в которой размещены: буквенный код АМ и флаг Армении. Если номер был по каким-либо причинам перевыпущен, на такой номер помещается маленькая цифра, показывающая, сколько раз номер был перевыпущен.
| Региональный код (первые 2 цифры)        | Область                        |
| ---------------------------------------- | ------------------------------ |
| 01-11, 13, 19, 61-68                     | Ереван                         |
| 12, 27-29                                | Армавирская область            |
| 14, 45-49                                | Ширакская область              |
| 15, 21-24                                | Арагацотнская область          |
| 16, 31-35                                | Гегаркуникская область         |
| 17, 42, 43                               | Котайкская область             |
| 18, 56                                   | Вайоцдзорская область          |
| 25, 26                                   | Араратская область             |
| 36-39, 41                                | Лорийская область              |
| 51-54                                    | Сюникская область              |
| 57-59                                    | Тавушская область              |
| 22, 90                                   | Нагорно-Карабахская Республика |
| 20, 30, 40, 44, 50, 55, 60, 69-89, 91-99 | Нерегиональные номера          |

### Нагорно-Карабахская Республика

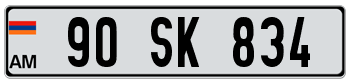
Автомобильные номера, использовашиеся в НКР до 2023 года.

В советское время в НКАО использовались те же номера, что и в остальной части Азербайджанской ССР (серии АГ, АЗ). С провозглашением Нагорно-Карабахской Республики их сменили номера всё того же формата, но серии НК (использовались буквосочетания рНК, НКР, а также аНК, НКА и НКО), которая совпадала с литовской выездной серией.
После введения новых номеров в Армении в 1996 году точно такие же номера использовались в непризнанной Нагорно-Карабахской Республике, также присутствует надпись AM на номере. Поскольку в настоящее время нет обязательной привязки номера к региону, отличить бывший карабахский номер от армянского не всегда возможно, хотя обычно использовались коды региона 22 и 90.

## История

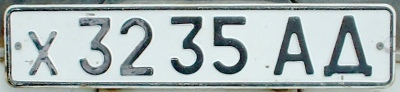
Советский номерной знак Армении

Впервые номера на автомобилях Армении появились во времена вхождения Армении в состав СССР. До этого на автомобили не наклеивали номерные знаки. С советских времен и вплоть до 1996 года в стране использовались автомобильные номера советского образца, принадлежавшие Армянской ССР (общереспубликанские серии АД и АР).
В 1996 году в Армении начали выдавать номерные знаки собственного стандарта, но только на автомобили и автобусы. Мотоциклы и прицепы продолжали регистрировать соответствующими знаками советского образца серии АР.
В 2010 году номерные знаки собственного стандарта начали выдавать на мотоциклы и прицепы.
С середины 2014 года начата выдача изменённых номерных знаков: на новых номерах увеличен и изменён шрифт написания, а также появились флаг и дополнительная голографическая полоса, фактически отделяющая государственную символику от значащей части номерного знака. Форматы номеров не претерпели изменений.
Прямоугольный номер имеет стандартный европейский размер 520х112 мм. Номер для крепления на американские и японские автомобили имеет размер 320х160 мм, что чуть меньше японского номера (330х165 мм) и немного больше американского (305х153 мм).

### Автомобильные номера до 2014 года

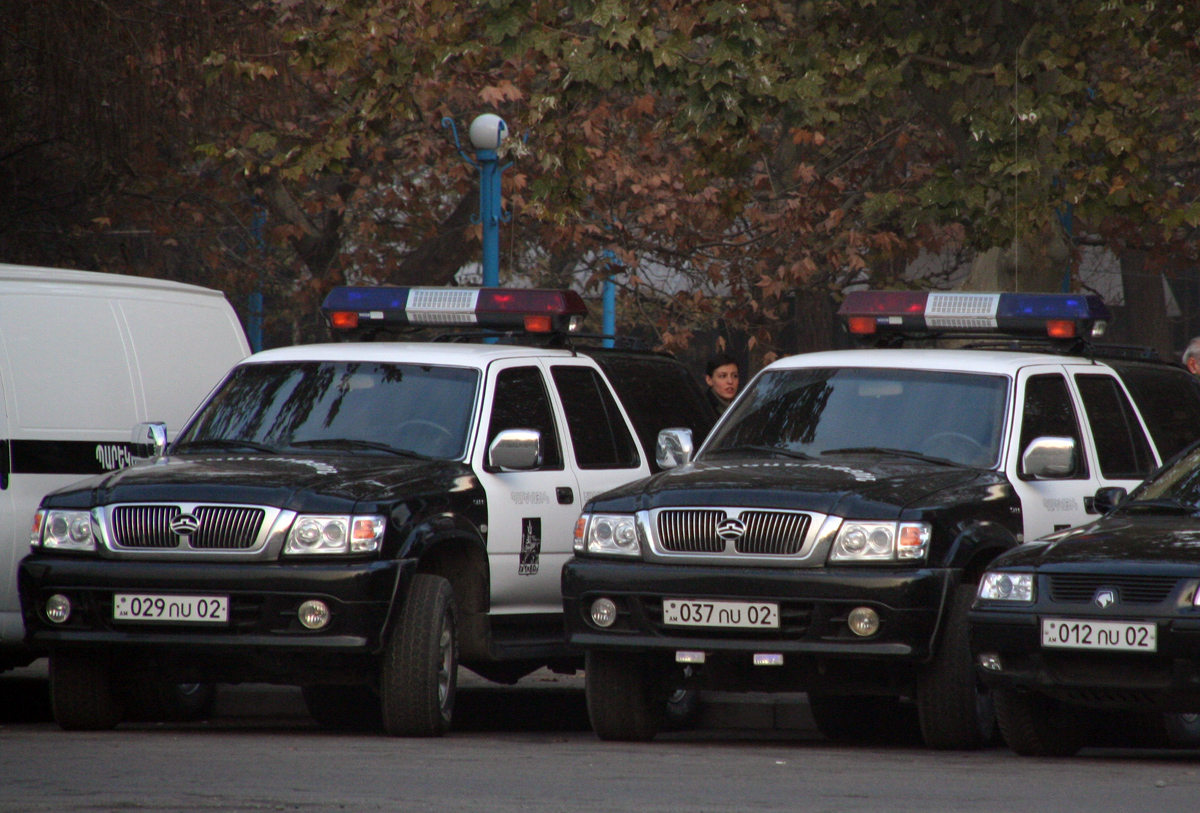
Полицейские машины в Ереване в 2007 году

Автомобильный номер в Армении до 2014 года представляет собой прямоугольную табличку белого цвета, на которой нанесены символы чёрного цвета. По стандарту 1996 года на номере с левой стороны находится надпись «AM», что соответствует коду страны. Также с левой стороны имеется голографический знак.
Изначально в номерах использовались:
- арабские цифры;
- буквы армянского алфавита, у которых есть латинские аналоги - Ս, Օ и Տ;
- латинская буква L, схожая с армянской Լ;
- на спецномерах использовались также буквы P (схожая с армянской Ք) и Ո (схожая с малой латинской N).

С декабря 2008 года буквы Р и Ո можно было получить в обычных номерах за дополнительную плату.
С ноября 2010 года в номерных знаках постепенно стали использовать латинские буквы, не имеющие армянских аналогов:
| Буква | Год ввода |
| ----- | --------- |
| A     | 2012      |
| B     | 2017      |
| C     | 2013      |
| D     | 2010      |
| E     | 2019      |
| F     | 2013      |
| G     | 2015      |
| H     | 2017      |
| I     | 2015      |
| J     | 2018      |
| K     | 2019      |
| L     | 1996      |
| M     | 2012      |
| N     | 2007      |
| O     | 1996      |
| P     | 2007      |
| Q     | 2012      |
| R     | 2012      |
| S     | 1996      |
| T     | 2010      |
| U     | 1996      |
| V     | 2010      |
| W     | 2019      |
| X     | 2016      |
| Y     | 2019      |
| Z     | 2013      |
| Ո     | 1996—2010 |

Таким образом, к концу 2019 года в номерах могут быть использованы любые буквы латинского алфавита.
Стандартный код состоит из 5 цифр и 2 букв. Номера имеют такие конфигурации:
- ЦЦ ББ ЦЦЦ
- ЦЦЦ ББ ЦЦ

(Ц - цифра, Б - буква)
При двухрядном исполнении номера (для крепление на место, куда не помещается стандартный номерной знак) первая группа цифр и буквы помещаются в верхнем ряду, вторая группа цифр — в нижнем. В отдельных случаях вместо двухрядного номера применяется однорядный, напечатанный сжатым шрифтом.
Первый тип номеров предназначен для автомобилей физических лиц, второй - юридических. Две цифры (для первого типа - это первые цифры, для второго - последние) теоретически означают место регистрации. В середине 2000-х годов выпуск номеров внутри Армении прервался из-за выхода из строя оборудования для производства номерных знаков. Новые номера стали штамповать по заказу в Германии, а выдавать их стали как правило хаотически, не соблюдая код региона (марза).
|  |  |

### Государственные серии номерных знаков
- Конституционный суд - XXX OS 01;
- Администрация президента - XXX UU 01;
- Национальное собрание - XXX OO 01, XXX OO 11;
- Правительство - FF 01, LL 03,SS 05,SS 03, LL 50, LL 55, LL 60, LL 70,SS 60,,VV 01;
- Совет безопасности - XXX NN 01;
- Генеральная Прокуратура - XXX GG 01;
- Полиция - XXX ՈՍ 01-XXX ՈՍ 14,XXX II XX;
- Банки - XXX SL 01, XXX SL 33;
- Кассационный суд -  XXX SS 01
- СНБ - XXX SS 02

| Код региона | Регион                 |
| ----------- | ---------------------- |
| 61 - 68     | Ереван                 |
| 12, 27 - 29 | Армавирская область    |
| 14, 45 - 49 | Ширакская область      |
| 15, 21 - 24 | Арагацотнская область  |
| 16, 31 - 35 | Гегаркуникская область |
| 17, 42, 43  | Котайкская область     |
| 18, 56      | Вайоцдзорская область  |
| 25 - 26     | Араратская область     |
| 36 - 39, 41 | Лорийская область      |
| 51 - 54     | Сюникская область      |
| 57 - 59     | Тавушская область      |

Дополнение:
01-11 - г. Ереван
12 - Армавирская область, г. Эчмиадзин
13 - г. Ереван
14 - Ширакская область
15 - Арагацотнская область
16 - Гегаркуникская область
17 - Котайкская область, г. Евгард
18 - Вайоцдзорская область, г. Егегнадзор
19 - г. Ереван
20 - индивидуальные номерные знаки
21 - Арагацотнская область
22 - Арагацотнская область, НКР
23, 24 - Арагацотнская область
25 - Араратская область, г. Арташат
26 - Араратская область, г. Арарат
27 - Армавирская область
28 - Армавирская область, г. Армавир
29 - Армавирская область
30 - индивидуальные номерные знаки
31 - Гегаркуникская область
32 - Гегаркуникская область, г. Чамбарак
33 - Гегаркуникская область
34 - Гегаркуникская область, г. Севан
35 - Гегаркуникская область, г. Варденис
36 - Лорийская область, г. Ванадзор
37-39 - Лорийская область
40 - индивидуальные номерные знаки
41 - Лорийская область
42 - Котайкская область, г. Раздан
43 - Котайкская область, г. Абовян
44 - индивидуальные номерные знаки
45 - Ширакская область, г. Гюмри
46 - Ширакская область, г. Ашоцк
47-49 - Ширакская область
50 - индивидуальные номерные знаки
51 - Сюникская область
52 - Сюникская область, г. Горис
53 - Сюникская область, г. Мегри
54 - Сюникская область, г. Сисиан
55 - индивидуальные номерные знаки
56 - Вайоцдзорская область, гг. Джермук и Вайк
57 - Тавушская область, гг. Дилижан и Иджеван
58 - Тавушская область, г. Ноемберян
59 - Тавушская область, г. Берд
60 - индивидуальные номерные знаки
61-68 - г. Ереван
69-89 - индивидуальные номерные знаки
90 - индивидуальные номерные знаки, НКР
91-99 - индивидуальные номерные знаки
Однако с середины 2000-х гг. региональная привязка была отменена. Возможно, это связано с выходом из строя оборудования для производства номерных знаков, после чего знаки стали заказывать в Германии. Сейчас номера распределяются между областями (марзами) хаотически.

### Другие виды номерных знаков
- Номерные знаки мотоциклов сначала практически полностью соответствовали двухрядному исполнению автомобильного номера физических лиц за той лишь разницей, что буквы были перенесены из верхнего ряда в нижний. Позже было решено, что пластина с таким форматом слишком громоздка, поэтому появился более компактный номер. Номер прямоугольный, двухрядный; у физических лиц в верхнем ряду расположены две буквы, в нижнем — три цифры, у юридических лиц ряды поменяны местами.
- Номерные знаки прицепов практически полностью соответствуют двухрядному исполнению автомобильного номера физических или юридических лиц за той лишь разницей, что буква номере только одна (чаще всего L). Номер имеет более компактные габаритные размеры.

|  |

- Номерные знаки автобусов в числе общественного транспорта имеют жёлтый фон и чёрные символы. Комбинация букв и цифр: ЦЦЦЦ Б. Буква определяет дальность пассажирских перевозок: на городских автобусах используется буква S, на междугородних - L.
- Дипломатические номера имеют красный фон, белые символы и комбинацию букв и цифр: ЦЦ Б ЦЦЦ ББ. Из них первые цифры - код страны, первая буква - код статуса сотрудника (D - дипломат, T - техперсонал), последние две буквы AM - код Армении (в раннем варианте цифр после кода статуса было две, а код Армении писался ARM). При двухрядном исполнении номера, в верхнем ряду располагаются код страны и буква статуса сотрудника, в нижнем — остальная информация; в исключительных случаях применяют ужатый однорядный вариант.

|  |

- Номерные знаки представительства ООН имеют голубой фон и белые символы. Комбинация букв и цифр: ББ ЦЦЦ ББ, где первые две буквы UN - United Nations, последние — АМ.

|  |

- Военные номерные знаки:

— Номерные знаки Министерства обороны имеют чёрный фон, белые символы и комбинацию букв и цифр: ББ ЦЦЦЦ Б. Первые две буквы ՊՆ - Պաշտպանության Նախարարություն (Министерство обороны), последняя буква - категория (легковая Մ, транспортная Տ или строевая). При двухрядном исполнении номера, в верхнем ряду располагаются цифры, в нижнем — буквы; в исключительных случаях применяют ужатый однорядный вариант.
|  |

— Номерные знаки частей и соединений имеют белый фон, чёрные символы и иные форматы: ББ ЦЦЦ или ББ Ц Б-ЦЦЦ. Первые буквы ՊԲ — Պաշտպանական բանակ (Армия  обороны).
— В бывшей НКР применялся особый тип военных номеров. Выполнялись они на чёрном фоне белыми символами, в начале шли две пары цифр, разделённые дефисом, а справа в отдельном окне располагалась «дробь», в «числителе» которой писались две цифры, а в «знаменателе» — сочетание РВ.
- Номерные знаки охраняемых государством лиц содержат код ARM и 3 цифры. Буквы выполнены белым цветом на синем фоне, а цифры — чёрным по белому, хотя встречается и вариант белым по чёрному.
- Транзитные и временные номерные знаки. До 2007 года использовались бумажные квадратные номера формата БББ ЦЦ-ЦЦ. Цифры находились под буквами, над буквами находился заголовок «Транзит Передний (задний) номер». После этого номера стали выполнять стандартного размера и цвета с комбинацией ББ ЦЦЦЦ. С 2018 года номера стали выполнять уменьшенного размера в виде наклейки. Комбинация осталась прежней, но между буквами и цифрами появилось жёлтое поле с «дробью», где в «числителе» записывается год, а в «знаменателе» — месяц до которого действительны транзитные знаки. Также с 2018 года выдаются временные номера: они также выполняются в виде наклейки, внешний вид этих номеров такой же, как транзитные, но сначала располагаются цифры, а затем — буквы. С 2023 года также существуют номера для тест-драйва автомобилей, формат — TEST ЦЦ.

### Более не выдаются
- Номерные знаки сельскохозяйственной, дорожной техники и прицепов к ним выполнялись в формате аналогичном советскому, но с буквенным кодом LL вместо AP (в НКР - с кодом HK, т.е. полностью повторяли советские номерные знаки). С начала 2000-х годов данные виды знаков не выдаются.
- Номерные знаки такси, были аналогичны номерам автобусов, но буква вынесена перед цифрами.

|  |

Не выдаются с октября 2013 года, на такси устанавливаются регулярные номерные знаки.